# Elezioni parlamentari a Capo Verde del 2016
Le elezioni parlamentari a Capo Verde del 2016 si tennero il 20 marzo per il rinnovo dell'Assemblea nazionale.

## Risultati
| Liste                                            | Voti    | %     | Seggi |
| ------------------------------------------------ | ------- | ----- | ----- |
| Movimento per la Democrazia                      | 122 881 | 54,48 | 40    |
| Partito Africano dell'Indipendenza di Capo Verde | 86 078  | 38,16 | 29    |
| Unione Capoverdiana Indipendente e Democratica   | 15 488  | 6,87  | 3     |
| Partito Popolare di Capo Verde                   | 777     | 0,34  | –     |
| Partito Social Democratico                       | 232     | 0,10  | –     |
| Partito del Lavoro e della Solidarietà           | 107     | 0,05  | –     |
| Totale                                           | 225 563 | 100   | 72    |